# Cinderford
Cinderford est une petite ville anglaise située dans le district de Forest of Dean et le comté du Gloucestershire. Elle compte 8 494 habitants au recensement de 2011.

## Géographie
Cinderford est située dans l'est de la forêt de Dean.

## Histoire
Le nom « Cinderford » remonte à 1258. La ville s'est développée au XIXe siècle grâce à la rapide expansion des mines de charbon. Lorsque ces mines cessèrent leur activité dans les années 1950, la ville connut un déclin économique, car elle ne pouvait s'appuyer sur d'autres industries. La ville a une physionomie tout à fait caractéristique, avec de longues rues bordées de bâtiments identiques, très semblable aux villes de vallée du sud du pays de Galles qui se sont également développées à partir de l'industrie minière. Le taux de chômage y est plus élevé que dans les autres villes de la région.

## Transports
Par la route, Cinderford se trouve à 22,5 km de Gloucester, à 73 km de Bristol, à 79,5 km de Cardiff et à 189 km de Londres.

## Sport
Cinderford compte des équipes de football et de rugby, ayant chacune son propre stade.